# Prognatholiparis ptychomandibularis
Prognatholiparis ptychomandibularis är en fiskart som beskrevs av Orr och Robert C.Busby 2001. Prognatholiparis ptychomandibularis ingår i släktet Prognatholiparis och familjen Liparidae. IUCN kategoriserar arten globalt som otillräckligt studerad. Inga underarter finns listade i Catalogue of Life.